# České skloňování
České skloňování je obměna slovních tvarů podstatných jmen, přídavných jmen, zájmen a číslovek v češtině pomocí koncovek. Čeština je flektivní jazyk a vyznačuje se velkým množstvím skloňovaných slovních tvarů. Skloňování je vedle slovosledu a předložek základním prostředkem k vyjadřování syntaktických vztahů mezi větnými členy.
Skloňováním se v češtině vyjadřuje jednotné (singulár) a množné (plurál) číslo a sedm pádů – nominativ, genitiv, dativ, akuzativ, vokativ, lokál a instrumentál. Obě tyto mluvnické kategorie jsou vyjadřovány vždy připojením jediné koncovky, např. koncovka -u ve tvaru ženu vyjadřuje akuzativ a jednotné číslo slova žena. Volba koncovek záleží na slovním druhu, rodu a typu skloňování. Pro každý typ existuje vlastní vzor skloňování, který má vlastní sadu koncovek. V rámci jednotlivých typů skloňování jsou vždy některé koncovky společné pro více pádů (např. pána je genitiv a akuzativ singuláru slova pán), žádné slovo proto nemá 14 různých tvarů.
V podrobnější teorii se ze sématnického a syntaktického hlediska někdy rozlišuje v češtině více pádů, další pády jsou však zpravidla pojímány jako speciální případy či varianty některého ze 7 základních pádů. Například pod 6. pád (nazývaný lokál) je zahrnut i propozitiv (mluvit o něčem) či temporál (v týdnu) nebo v rámci 2. pádu (nazývaného genitiv) lze rozlišovat též negativ, partitiv a numerativ. V některých případech toto rozlišení může mít vliv i na preferenci tvarové varianty (o hradu, na hradě).  

## Pády
Kategorie mluvnického pádu slouží k vyjadřování syntaktických vztahu mezi jednotlivými větnými členy. České pády se tradičně v učebnicích označují číslovkami 1.–7. K jejich určování se používají pádové otázky (viz tabulku). Mohou se buď vyskytovat samostatně (s výjimkou lokálu), nebo se pojí s určitými předložkami (s výjimkou nominativu a vokativu).
| Číslo | Pád | Pád          | Pádová otázka     | Rod mužský životný | Rod mužský neživotný | Rod ženský     | Rod střední       |
| ----- | --- | ------------ | ----------------- | ------------------ | -------------------- | -------------- | ----------------- |
| Sg.   | 1.  | nominativ    | kdo? co?          | mladý muž          | mladý stát           | mladá žena     | mladé zvíře       |
| Sg.   | 2.  | genitiv      | koho? čeho?       | mladého muže       | mladého státu        | mladé ženy     | mladého zvířete   |
| Sg.   | 3.  | dativ        | komu? čemu?       | mladému muži       | mladému státu        | mladé ženě     | mladému zvířeti   |
| Sg.   | 4.  | akuzativ     | koho? co?         | mladého muže       | mladý stát           | mladou ženu    | mladé zvíře       |
| Sg.   | 5.  | vokativ      | oslovení          | mladý muži!        | mladý státe!         | mladá ženo!    | mladé zvíře!      |
| Sg.   | 6.  | lokál        | (o) kom? (o) čem? | mladém muži        | mladém státě         | mladé ženě     | mladém zvířeti    |
| Sg.   | 7.  | instrumentál | kým? čím?         | mladým mužem       | mladým státem        | mladou ženou   | mladým zvířetem   |
| Pl.   | 1.  | nominativ    | kdo? co?          | mladí muži         | mladé státy          | mladé ženy     | mladá zvířata     |
| Pl.   | 2.  | genitiv      | koho? čeho?       | mladých mužů       | mladých států        | mladých žen    | mladých zvířat    |
| Pl.   | 3.  | dativ        | komu? čemu?       | mladým mužům       | mladým státům        | mladým ženám   | mladým zvířatům   |
| Pl.   | 4.  | akuzativ     | koho? co?         | mladé muže         | mladé státy          | mladé ženy     | mladá zvířata     |
| Pl.   | 5.  | vokativ      | oslovení          | mladí muži!        | mladé státy!         | mladé ženy!    | mladá zvířata!    |
| Pl.   | 6.  | lokál        | (o) kom? (o) čem? | mladých mužích     | mladých státech      | mladých ženách | mladých zvířatech |
| Pl.   | 7.  | instrumentál | kým? čím?         | mladými muži       | mladými státy        | mladými ženami | mladými zvířaty   |

### Nominativ
Nominativ (N, 1. pád) představuje (obvykle) v jednotném čísle základní tvar slovní jednotky (lemma). Ve větě má nejčastěji funkci podmětu:
- Petr mluví. Dům byl postaven.

Po slovesu být je součástí jmenného přísudku (konkuruje instrumentálu, který však spíše vyjadřuje přechodný stav):
- On je rozený zpěvák. Střecha je červená.

Méně často má funkci doplňku:
- Jako malá ráda chodila do školy.

Může též mít adverbiální funkci:
- Jmenuje se Jan. Stojí jako socha. Je mi to jedno.

Nominativ jmenovací se používá v případech jako:
- v okrese Kolín, ve městě Nymburk, užívání přípravku Acylpyrin.

Nominativ se jen výjimečně pojí s předložkami, a to jedině cizího původu (kontra, versus apod.)

### Genitiv
Genitiv (G, 2. pád) se používá jak samostatně, tak ve spojení s předložkami (od, z(e), do, bez, kromě, místo, podle, podél, kolem, okolo, u, vedle, během, pomocí, stran, prostřednictvím aj.) – především ve funkci příslovečného určení. Nepůvodní předložky se pojí především s genitivem.
Prostý genitiv plní především funkci neshodného přívlastku, obvykle v postavení za jménem. Vyjadřuje:
- vlastnictví: dům mého bratra, miska našeho psa;
- původce (agens) děje: štěkot psa, výkony našich sportovců;
- autorství: Babička Boženy Němcové, skladba Leoše Janáčka – možno vyjádřit i předložkovou vazbou: Babička od Boženy Němcové, skladba od Leoše Janáčka;
- cíl (patiens) děje: týrání zvířat, výslech zločince – někdy však bez znalosti souvislostí není možné rozlišit původce děje od patient: fotografie mého otce (otec buď může být autorem, nebo může být na fotografii zobrazen);
- část většího celku: vrchol hory, hladina jezera;
- vlastnost, která je blíže určena přídavným jménem: potraviny nejvyšší kvality (= potraviny s nejvyšší kvalitou);
- upřesnění, vysvětlení: trest smrti.

Genitiv se též pojí s podstatnými jmény odvozenými od sloves, která mají vazbu s akuzativem, např. pít vodu –> pití vody.
Pojí se s neurčitými číslovkami (několik lidí, mnoho vody) a základními číslovkami od pěti výše (deset prstů).
Ve funkci předmětu se pojí zejména se slovesy vyjadřujícími dotyk nebo odluku, případně s některými dalšími slovesy: nedotýkejte se vystavených exponátů, byl zbaven svobody, chytil se/pustil se zábradlí; bojím se bouřky, dopustil se přestupku, přibývá vody. Především v minulosti se používal se záporem: na obloze není jediného mráčku.

### Dativ
Dativ (D, 3. pád) se pojí se slovesy ve funkci předmětu s významem prospěchu či neprospěchu, a to buď jako tzv. první objekt (např. pomáhat lidem, ubližovat slabším), nebo druhý objekt, u sloves, která mají vazbu s akuzativem (např. koupit dárek mamince). Vazba dativu zůstává v případě, že je sloveso nahrazeno podstatným jménem (např. pomoc lidem, ubližování slabším). Podobně se dativ pojí i s jinými podstatnými jmény (např. dopis matce). Ve spojení s podstatným jménem plní funkci neshodného přívlastku.
Vyjadřuje nositele příznaku vyjádřeného jmenným přísudkem, např. je mi zima.
Dativ přivlastňovací vyjadřuje vlastníka části těla nebo osobního majetku, např. prší nám do domu, stoupl mi na nohu.
Dativ kontaktový vyjadřuje snahu vtáhnout adresáta sdělení do děje, např. to vám byla hrůza!
Dativem lze rovněž vyjádřit různé emocionální postoje, např. dělá nám to celkem sto korun, to je mi ale překvapení!, postupte si dále, nestůjte nám tady.
Ve spojení s předložkami (k(e), proti, naproti, kvůli, díky, navzdory, vůči, vzhledem k) vyjadřuje ve funkci příslovečného určení směr (jít k vodě, jet k moři), čas (k sedmé hodině), příčinu (kvůli tobě), účel, přípustku, zřetel.

### Akuzativ
Akuzativ (A, 4. pád) je především pádem přímého předmětu slovesa. Vazbu s akuzativem má velké množství sloves, akuzativ v těchto vazbách vyjadřuje velké množství významů (např. vidět pána, koupit dům, napsat knihu atd.).
Používá se i v eliptických zvoláních jako Pomoc! Vodu! a v ustálených spojeních: dobrou chuť, dobrý den.
Bezpředložkový akuzativ ve funkci příslovečného určení má především význam času a míry (např. nespat celou noc, přijet příští neděli; ujít dvě míle).
Jako příslovečné určení se často pojí s předložkami (na, přes, skrz, mimo, ob, nad, pod, před, pro, za, o) a vyjadřuje:
- směr (na otázku kam?): na stůl, ruce v bok (stejné předložky se pojí i s lokálem, který vyjadřuje místo – na otázku kde?: na stole), pod/nad hlavu, před/za dům (s instrumentálem tyto předložky vyjadřují místo: před domem);
- místo (na otázku kudy?): strč prst skrz krk, jít přes les, mimo město (směr i místo);
- čas: přijít za týden, ve středu;
- míru: vyrůst o dva centimetry, mám toho po krk;
- přípustku: bez ohledu na jeho nemoc,  přes protesty lidí;
- zřetel: pokud jde o nás;
- příčinu: být souzen pro pomluvu, uvěznit za vraždu.

### Vokativ
Vokativ (V, 5. pád) slouží k oslovení. Zvláštní tvary má pouze v jednotném čísle podstatných jmen mužského a ženského rodu:
- Petře! předsedo! muži! ženo!

V množném čísle, ve středním rodě a u přídavných jmen se vždy shoduje s nominativem. Zájmena[zdroj?] a číslovky vokativ nemají.
Vokativ se nikdy nepojí s předložkami.

### Lokál
Lokál (L, 6. pád) se v současné češtině vždy pojí s předložkami (o, na, v(e), při, po), v minulosti však existoval i bez předložek, jak o tom svědčí i nejstarší dochovaná česká věta: Pauel dal gest ploscoucih zemu, tj. Pavel dal v Ploškovcích zemi.
Převážně plní funkci příslovečného určení:
- místa (na otázku kde?): na okně, v domě, jít po kolejích;
- času: v roce 2005, na jaře, v létě, o Velikonocích, po půlnoci;
- způsobu: chodit o holi, být v předklonu;
- zřetele: rozpoznat po hmatu;
- přípustky: při své nemoci byl stále čilý.

Ve spojení s předložkou o plní funkci předmětu sloves vyjadřujících mluvení a přemýšlení: vyprávět o zlém čarodějovi, uvažovat o zakoupení. Tato vazba se zachovává i u podstatných jmen slovesných, kde plní funkci neshodného přívlastku: vyprávění o zlém čarodějovi.

### Instrumentál
Instrumentál (I, 7. pád) může ve funkci příslovečného určení být jak bez předložky, tak i s předložkou (s(e), nad, pod, před, za, mezi) a vyjadřuje:
- místo (na otázku kde? a kudy?): před domem, nad hlavou, za vodou; projít dveřmi;
- čas: před hodinou, tou dobou;
- prostředek: jet autem, psát perem, mýt se vodou;
- příčinu: křičet bolestí, třást se strachem;
- průvodní okolnosti: bydlí se svojí matkou, chodit s rukama za zády;
- zřetel: být povahou po otci.

Instrumentál též vyjadřuje původce nebo působitele děje: být potrestán soudem, polít se horkou vodou. Dále se váže se slovesy s významem pohybu (hýbat nohama, mávat křídly), tělesného nebo duševního stavu (trpět bolestí, chlubit se cizím peřím) a smyslového vnímání (vonět mátou). Vazba se zachovává i u podstatných jmen slovesných, kde plní funkci neshodného přívlastku: mávání křídly.
Instrumentál je doplňkem u některých sloves s akuzativní vazbou: prohlásit někoho králem, spojit něco s něčím.
Po sponových slovesech se stává součástí jmenného přísudku: stát se slavným, být malířem. Po slovesu být konkuruje nominativu, přičemž nominativ vyjadřuje spíše trvalý stav (je hezký), zatímco instrumentál přechodný stav (je studentem).
Posun od instrumentálu k nominativu lze pozorovat i u dalších sloves, např. stal se zajímavým / stal se zajímavý, dělat něco jednodušším / dělat něco jednodušší. Zatímco u sloves dělat, činit připouštějí valenční slovníky v tomto významu pouze instrumentál, v případě slovesa stát se Slovník slovesných, substantivních a adjektivních vazeb připouští u substantiv pouze instrumentál, ale u adjektiv i nominativ (stát se zajímavý).

## Číslo
Kategorie čísla je v češtině dvojčlenná: jednotné číslo (singulár, sg) a množné číslo (plurál, pl) vyjadřují opozici jednotlivosti (jeden) a mnohosti (více než jeden).
Morfologicky je tato kategorie zpravidla vyjádřena různou pádovou koncovkou, např. žena (N sg) × ženy (N pl), ženy (G sg) × žen (G pl). Časté jsou však i případy, kdy je tvar jednotného i množného čísla stejný. V takovém případě se číslo pozná z kontextu, např. červená růže (N sg) × červené růže (N, A pl).
Ve staré češtině existovalo také dvojné číslo (duál), vyjadřující počet dvě. Do současné češtiny se zachovaly zvláštní duálové tvary, které však mají funkci plurálu, např. dvěma rukama (I pl). Další pozůstatek duálu je skloňování slova oko (singulár), oči (duál), oka (plurál). V tomto a podobných případech duál také často slouží k rozlišení živé a neživé formy (oči - oka).Také (uši - ucha).

## Tvary a vzory
- Česká podstatná jména#Skloňování
- Česká přídavná jména#Skloňování
- Česká zájmena
- České číslovky (skloňují se pouze jmenné typy číslovek)